# Трояры
Трояры — деревня в Звениговском районе Республики Марий Эл. Входит в состав Кужмарского сельского поселения.

## География
Находится в южной части республики Марий Эл на расстоянии приблизительно 15 км по прямой на север-северо-запад от районного центра города Звенигово на левобережье Волги.

## История
Основана в 1926 году как выселок Трояр переселенцами из Чувашии, в 1935 году 13 дворов, в 1939 72 жителя. В 1973 году в деревне насчитывалось 53 двора, в которых проживали 175 человек. В советское время работали колхозы «Канаш» и имени Маркса.

## Население
Население составляло 71 человек (чуваши 87 %) в 2002 году, 58 в 2010.